# Хоны
Хоны — народ, упоминаемый в древнеармянских источниках. Согласно мнению большинства историков, отождествляются с населением Царство гуннов в Дагестане — тюркоязычными гунно-савирами.
Орбели И. А. и Тревер К. В. считают гуннов и хонов наименованиями разных племён. По их мнению хоны являлись кавказоязычным этносом. Однако, как отмечается в литературе, для сомнений в тождестве хонов и гуннов нет никаких оснований.